# Assemblea de Batles i Batlesses de Mallorca
Organisme consultiu del Consell de Mallorca que té per finalitat la participació dels ajuntaments de l'illa de Mallorca en els assumptes d'abast insular que els afecten.

## Creació
L'Assemblea fou creada per acord del Consell de Mallorca de 14 de gener de 2008 (publicat al BOIB núm. 12, de 24 de gener de 2008), que aprovà definitivament els seus Estatuts.

## Organització
L'Assemblea s'estructura en els següents òrgans:
- El Ple, integrat per la Presidència del Consell de Mallorca, el conseller executiu de cooperació local, els batles i batlesses dels municipis i els presidents de les entitats locals menors de l'illa.
- La Mesa, formada per la Presidència, les dues Vicepresidències i la Secretaria Permanent.
- La Presidència, que recau en la persona que ocupi la Presidència del Consell de Mallorca.
- Les vicepresidències, elegides entre els membres que siguin batles o batlesses.
- Les comissions sectorials, creades per acord del Ple per tractar qüestions específiques.
- La Secretaria Permanent, que correspon al conseller executiu de cooperació local del Consell de Mallorca.

## Funcionament
El Ple de l'Assemblea celebra sessió ordinària dues vegades a l'any, la primera dins el primer semestre i l'altra en el segon semestre. Les assemblees extraordinàries poden ser a iniciativa de la Presidència o d'un terç dels membres del Ple.